# Daniel Friedl

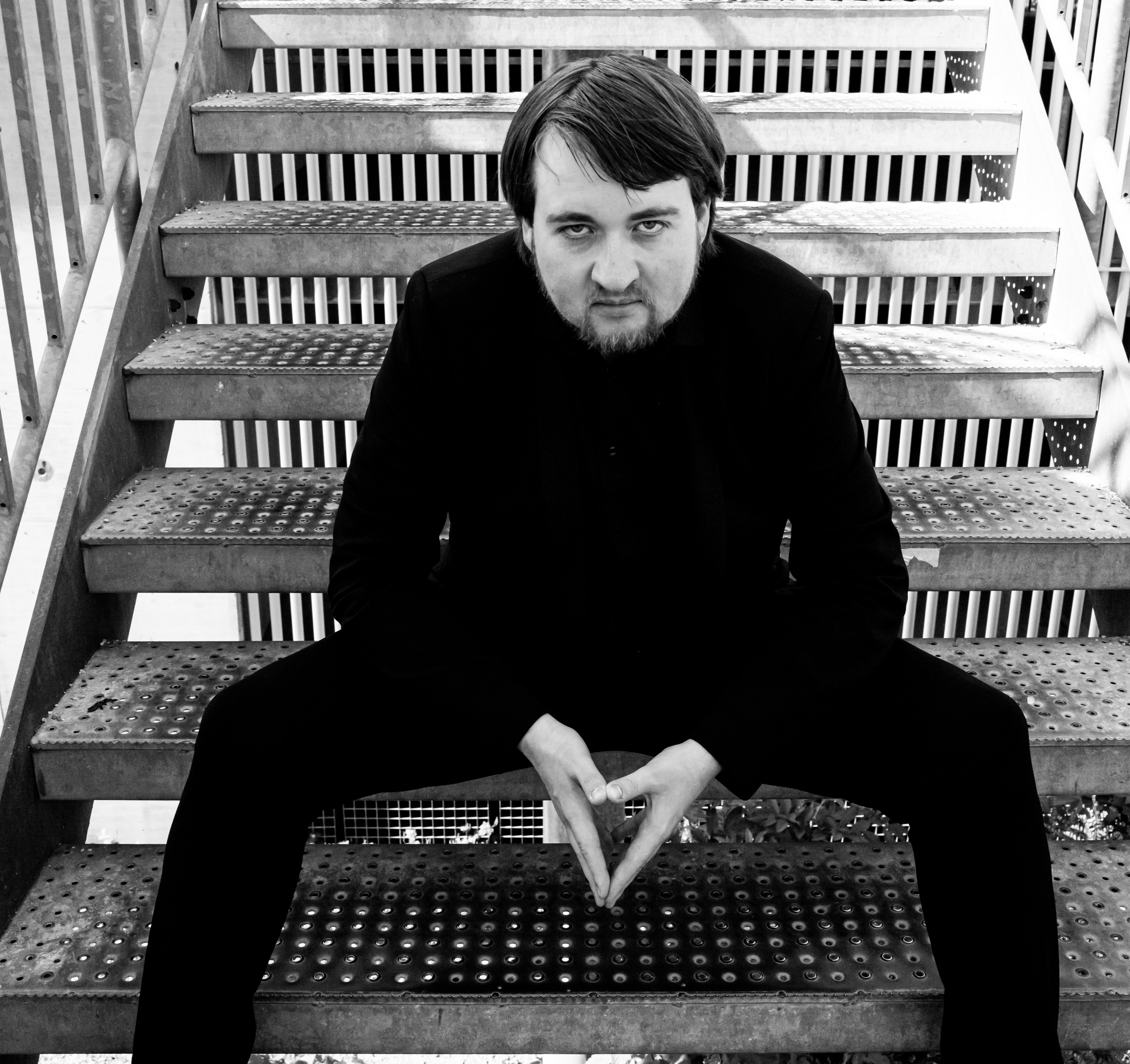
Daniel Friedl (2024)

Daniel Friedl (* 20. August 1989 in Bruchsal) ist ein deutscher Schauspieler und Hörspielsprecher.

## Leben
Nach dem Abitur am Leibniz-Gymnasium Östringen und Zivildienst in den Sankt Rochus Kliniken studierte er von 2010 bis 2014 an der Hochschule für Musik und Darstellende Kunst Stuttgart Schauspiel. Bereits während des Studiums schlossen sich Arbeiten in Produktionen   des Theater Freiburg, am Staatstheater Stuttgart sowie am Badischen Staatstheater Karlsruhe an.
Von 2014 bis 2019 befand er sich im Festengagement am Staatstheater Mainz und von 2019 bis 2023 am Theater und Orchester Heidelberg. Nach Gastarbeiten (unter anderem am Stadttheater Ingolstadt) ist er seit Herbst 2024 im Festengagement am Staatstheater Kassel. Er war beteiligt an Unterhaltungsabenden, Operetten und Textflächen, Tanzabenden und Tragödien.
Daneben wirkt er als Hörfunk- und Hörspielsprecher an verschiedenen Produktionen unter anderem von SWR, hr und Arte mit und arbeitet für Film und Fernsehen.
In der 2019 veröffentlichten Netflix-Original-Serie Wir sind die Welle verkörpert er die Hauptrolle Hagen Lemmart.
Er gehörte zur Stammbesetzung der ZDF-Krimi-Reihe Breisgau und ist wiederkehrender Part im SWR Tatort aus dem Schwarzwald.

## Theater (Auswahl)
- Wilhelma Theater Stuttgart
  - Was ihr wollt als Malvolio von William Shakespeare, Regie: Samuel Weiss
- Badisches Staatstheater Karlsruhe
  - Rechtsmaterial (UA), Regie: Jan-Christoph Gockel
  - Sommernachtstraum als Schnauz / Wand von William Shakespeare, Regie: Daniel Pfluger
- Theater am puls Schwetzingen
  - Hikikomori von Holger Schober, Regie: Joerg Steve Mohr
- Staatstheater Stuttgart / Theater Freiburg
  - Schulden. Die ersten 5000 Jahre (UA) nach dem Werk von David Graeber, Regie: Andreas Liebmann
- Staatstheater Mainz
  - Käthchen von Heilbronn als Gottschalk von Heinrich von Kleist, Regie: Niklaus Helbling
  - Apollo 11 (UA), Regie: Thomas Fiedler
  - Im weißen Rössl als Sigismund von Ralph Benatzky, Regie: Peter Jordan / Leonhard Koppelmann
  - Traube, Liebe, Hoffnung (UA), Regie: Marc Becker
  - Grimm. Ein deutsches Märchen (UA) als Ludwig Emil Grimm, Regie: Jan-Christoph Gockel
  - Macbeth als Malcolm von William Shakespeare, Regie: Jan-Christoph Gockel
  - Ich schlief mit Gott (UA) von Katja Brunner, Regie: Marco Štorman
  - Oedipus[4] als Oedipus von Seneca, Regie: Marcus Lobbes
  - Kleiner Mann – was nun? von Hans Fallada, Regie: Alexander Nerlich
- Theater und Orchester Heidelberg
  - Der Untertan als Diederich Heßling von Heinrich Mann, Regie: Markolf Naujoks
  - Animal Farm als Napoleon von George Orwell, Regie: Luise Voigt
  - KITSCHgarten(UA) nach Anton Tschechow 'Der Kirschgarten', Regie: Milan Peschel
  - Das Spiel von Liebe und Zufall als Arlequin von Pierre Carlet de Marivaux, Regie: Lilli-Hannah Hoepner
  - Fabian von Erich Kästner, Regie: Brit Bartkowiak
  - Shakespeare in Love als Christopher Marlowe von Tom Stoppard, Regie: Holger Schultze
  - Tyll als Tyll von Daniel Kehlmann, Regie: Maxime Mourot / Leo Schenkel / Andreas Weinmann
  - How to Date a Feminist von Samantha Ellis, Regie: Georg Zahn
  - Die Leere (UA) von Konstantin Küspert, Regie: Cilli Drexel
  - Der goldne Topf als Anselmus von E.T.A. Hofmann, Regie: Holger Schultze
  - Dantons Tod von Georg Büchner, Regie: Stephan Kimmig

- Staatstheater Kassel
  - Überlebt. How to trust your Instincts, Regie: Anna Malena Große
  - Die Friedensstifterin (UA) von Avishai Milstein, Regie: Josua Rösing
  - Die Hebamme von Rolf Hochhuth, Regie: Tom Kühnel
  - Liliom von Ferenc Molnar, Regie: Julia Prechsl
  - Don Karlos als Don Karlos von Friedrich Schiller, Regie: Julia Hölscher
  - Ein Stück Holz (UA) von Felicia Zeller, Regie: Marie Bues

## Filmographie (Auswahl)
- 2015: Die Reste meines Lebens (Kinofilm)[5]
- 2016: Der Staatsanwalt Folge 55: Sabrinas letzter Flug (Fernsehreihe)[5]
- 2017: Unter Uns (Fernsehfilm)[5]
- 2019: Wir sind die Welle[6]
- 2021: Tatort: Was wir erben (Fernsehreihe)
- 2021: Breisgau - Bullensatll (Fernsehreihe)
- 2021: One Night Off (Amazon-Prime-Video)
- 2022: Breisgau - Nehmen und Geben (Fernsehreihe)
- 2022: Tatort: Die Blicke der Anderen (Fernsehreihe)
- 2024: Tatort: Ad Acta (Fernsehreihe)
- 2024: Bettys Diagnose (Fernsehreihe) Staffel 11: Episodenhauptrolle 'Prioritäten'

## Hörspiele (Auswahl)
- Arsene Lupin vs. Herlock Sholmes (SWR 2012)[7]
- Drei, vier Räume (SWR 2013)[7]
- Frau Fledder und Herr Zitrone (hr 2015)[7]
- Meeresrauschen 3.2 (SWR 2015)[7]
- Der lutherische Urknall (SWR 2016)[7]
- Leider nur ein Mädchen – Die Geschichte der Berta Benz (SWR 2017)[7]
- Die Kriminalfälle der Brüder Grimm – Episode I bis III (hr 2018)
- Überredung - Jane Austen (hr 2021)
- Die Kriminalfälle der Brüder Grimm – Episode XI bis XV (hr 2023)
- Die Kriminalfälle der Brüder Grimm – Episode XVI bis XX (hr 2024)

## Auszeichnungen
- Für die Titelrolle Oedipus am Staatstheater Mainz wurde Friedl in der Kritiker-Umfrage von Theater heute zum Nachwuchsschauspieler des Jahres 2018 nominiert.
- Das Hörspiel Frau Fledder und Herr Zitrone, mit Friedl in einer Hauptpartie, erzielte 2016 den zweiten Platz des Kinderhörspielpreis des MDR.
- Wir sind die Welle wurde für den Grimme-Preis 2020 in der Kategorie Kinder und Jugend nominiert.[8]